# Grand Prix automobile d'Italie 1961
GP précédent GP suivant
Le Grand Prix d'Italie 1961 (XXXII Gran Premio d'Italia), disputé sur l'Autodromo Nazionale di Monza le 10 septembre 1961, est la cent-unième épreuve du championnat du monde de Formule 1 courue depuis 1950 et la septième manche du championnat 1961.
Avec la mort du pilote allemand Wolfgang von Trips dans un accident entraînant le décès de quatorze spectateurs, cette édition connaîtra le pire accident de l'histoire de la Formule 1.

## Contexte avant la course

### Le championnat du monde
La saison 1961 correspond à l'introduction de la nouvelle Formule 1 1 500 cm3, effective à partir du premier janvier. Cette nouvelle formule, très proche de l'ancienne Formule 2 en vigueur de 1957 à 1960, a remplacé la précédente réglementation autorisant une cylindrée de 2 500 cm3 (moteur atmosphérique) ou de 750 cm3 (moteur suralimenté).
- Principaux points de la nouvelle réglementation :
- interdiction des moteurs suralimentés
- cylindrée minimale : 1 300 cm3
- cylindrée maximale : 1 500 cm3
- poids minimal : 450 kg (à sec)
- double circuit de freinage obligatoire
- arceau de sécurité obligatoire (le haut du cerceau devant dépasser le casque du pilote)
- démarreur de bord obligatoire
- carburant commercial
- ravitaillement en huile interdit durant la course

La nouvelle formule ayant été annoncée officiellement le 28 octobre 1958 par le président de la Commission sportive internationale (CSI), Monsieur Pérouse, les constructeurs disposaient de deux ans pour développer leurs nouvelles monoplaces. Toutefois les concurrents britanniques, opposés à la réduction de la cylindrée et à l'augmentation du poids minimal, ont passé ces deux années à tenter de faire revenir la CSI sur sa décision et ont tardé à développer de nouveaux moteurs. De ce fait, à ce stade de la saison, seule la Scuderia Ferrari dispose d'un modèle à moteur V6 parfaitement au point, alors que ses concurrents britanniques ont conçu tardivement leurs châssis, adaptés à la version 1 500 cm3 du quatre cylindres Coventry Climax FPF dont le lancement remonte à 1956, pratiquement le seul moteur dont ils ont disposé, le nouveau V8 du motoriste britannique n'ayant fait son apparition en course que lors de l'épreuve précédente, au Nürburgring. Encouragé par ses bons résultats en Formule 2 les saisons précédentes, Ferry Porsche a également décidé de se lancer en F1, utilisant cette année une évolution de ses anciennes F2, la nouvelle monoplace à moteur huit cylindres de la marque allemande n'étant pas attendue avant la fin de l'année.
À deux épreuves de la fin, seul Stirling Moss peut encore empêcher un pilote Ferrari de remporter le titre de champion du monde. Malgré le manque de puissance de sa Lotus face aux rapides monoplaces italiennes, l'as britannique a remporté deux magnifiques victoires cette saison, s'imposant à Monaco et au Nürburgring, deux circuits où sa virtuosité a fait la différence. Avant la manche italienne, Moss accuse toutefois un retard de douze points sur Wolfgang von Trips et de huit sur Phil Hill, largement favoris sur la piste extrêmement rapide de Monza, et ne compte plus qu'une chance infime de les battre. Une victoire de Trips en Italie assurerait le titre au pilote allemand, quel que soit le résultat de la dernière épreuve. Quant à la coupe des constructeurs, elle est déjà acquise à la Scuderia, Lotus ne pouvant plus revenir au score.

### Le circuit

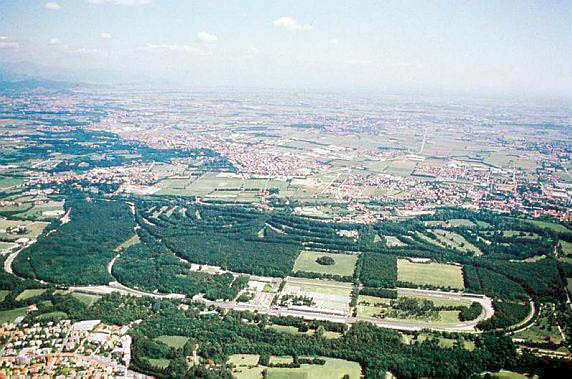
Vue aérienne de l'autodrome de Monza.

Construit en 1922 à l'initiative de l'Automobile-Club de Milan, le circuit de Monza est depuis lors le berceau du Grand Prix d'Italie, tant en sport automobile qu'en sport motocycliste. Son tracé permet de combiner une partie routière de 5,75 kilomètres et un anneau de vitesse ovale de 4,25 kilomètres, comportant deux virages relevés. Malgré les dommages subis au cours de la Seconde Guerre mondiale, l'autodrome a retrouvé sa configuration initiale, après les restaurations de 1948 pour le circuit routier et de 1954 pour l'anneau. Malgré la controverse au sujet du comportement des monoplaces de Grand Prix sur l'ovale, le parcours combiné de dix kilomètres a été une nouvelle fois retenu pour l'édition 1961 du Grand Prix. Phil Hill détient le record officiel de la piste, ayant accompli un tour à plus de 220 km/h de moyenne au volant de sa Ferrari lors du Grand Prix de 1960.

## Monoplaces en lice
- Cooper T58 & T55 "Usine"

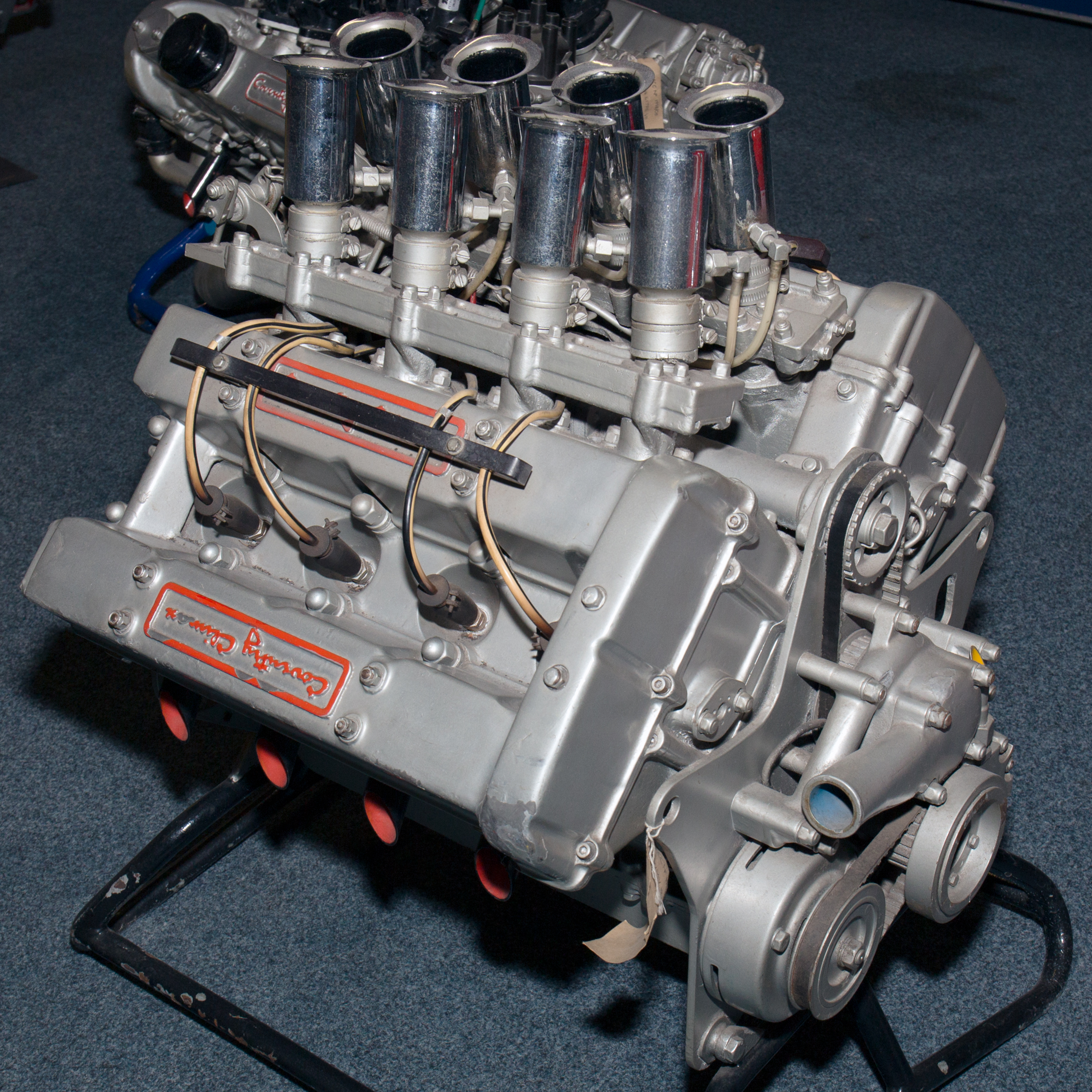
Jack Brabham disposera à nouveau du moteur V8 Coventry-Climax sur sa Cooper.

Comme en Allemagne, Jack Brabham dispose de la Cooper T58, équipée du nouveau moteur Coventry Climax FWMV à huit cylindres en V. Le montage du bloc sur la monoplace a cependant été amélioré, ramenant le poids de cette voiture au niveau de la T55 à quatre cylindres, soit 465 kg en ordre de marche. Le nouveau V8 comporte quatre arbres à cames en tête ; il est alimenté par quatre carburateurs Weber double corps et délivre 174 chevaux à 8600 tr/min, contre 152 chevaux à 7600 tr/min pour la dernière version du quatre cylindres FPF. Une seule T58 étant réalisée, Bruce McLaren pilote une des deux T55 préparées par l'équipe, la seconde servant de mulet.
- Cooper T53 privées

Championne du monde 1960, la T53 est toujours très prisée des écuries et pilotes privés. Généralement équipée d'un moteur Climax FPF, elle peut également utiliser un moteur de Maserati 150S (quatre cylindres, 142 chevaux à 7500 tr/min). Au sein du Yeoman Credit Racing Team, Reg Parnell a engagé deux T53 à moteur Climax pour John Surtees et Roy Salvadori, modèles identiques à celui qu'utilise le pilote privé Jackie Lewis. Confiée à Lorenzo Bandini, la T53 de la Scuderia Centro Sud est par contre dotée du moteur Maserati.
- Cooper T51 privées

Maurice Trintignant dispose de son habituelle Cooper T51 à moteur Maserati, alignée par la Scuderia Serenissima, un modèle identique à celui confié par le Pescara Racing Team au débutant Renato Pirocchi.
- Cooper T45 privées

Jack Fairman pilote l'ancienne Cooper T45 à moteur Climax FPF de l’écurie britannique Fred Tuck Cars. La Scuderia Sant Ambroeus avait initialement engagé un modèle identique pour l'Américain Alfonso Thiele, qui a déclaré forfait. 
- Lotus 21 "Usine"

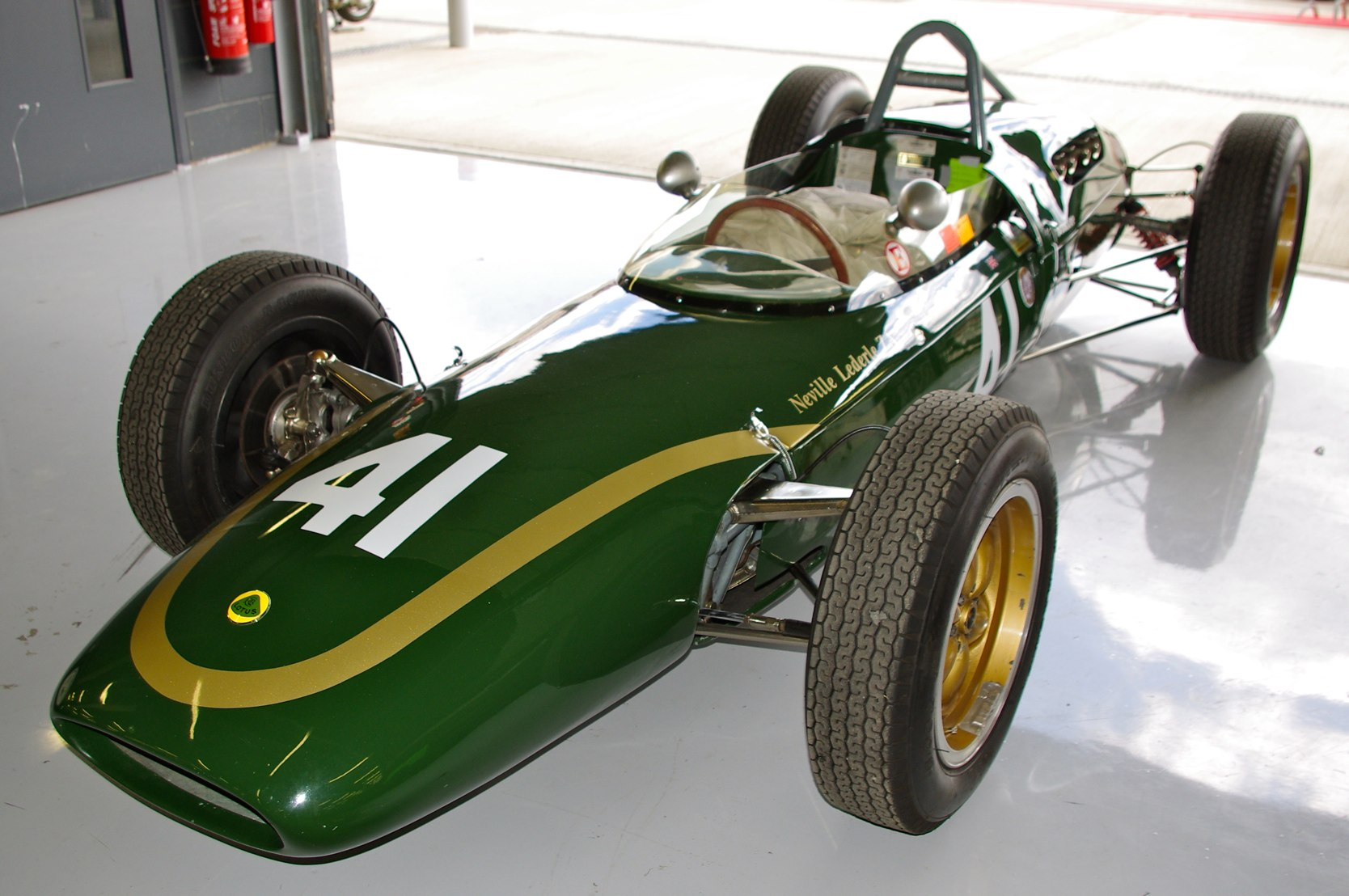
La Lotus 21, à l'aérodynamique très travaillée.

Colin Chapman n'a pour l'heure pu acquérir de moteur V8 auprès de la société Coventry Climax, et le Team Lotus utilise une nouvelle fois ses modèles Type 21 toujours équipés du quatre cylindres FPF. Évolution de la Lotus 18 dont elle reprend le châssis, la 21 dispose d'une carrosserie très fine calquée sur celle de la Lotus 20 de Formule Junior. L'aérodynamique a été très poussée, avec notamment une suspension avant carénée, permettant à cette monoplace ultra légère (455 kg en ordre de marche) d'obtenir une vitesse de pointe acceptable malgré sa puissance modeste. Très agile et disposant d'une efficace boîte de vitesses ZF à cinq rapports, cette monoplace peut tirer son épingle du jeu sur les circuits très sinueux, mais ne peut toutefois rivaliser avec les puissantes Ferrari sur les circuits rapides. Jim Clark et Innes Ireland, qui disposent de leurs châssis habituels, ne peuvent donc viser la victoire à Monza.
- Lotus 18 privées

Rob Walker a réussi à obtenir un exemplaire du V8 Climax FWMV et l’équipe britannique a adapté l'une de ses deux Lotus 18/21 (un ancien châssis de Lotus 18 comportant une carrosserie et des suspensions semblables à celle de la 21) pour le montage du nouveau bloc. La partie arrière a dû être transformée en conséquence, et c'est désormais une boîte de vitesses Colotti à cinq rapports qui est utilisée. La voiture ainsi modifiée n'a pu être essayée avant d'être amenée à Monza, aussi Stirling Moss disposera-t-il également de l'autre 18/21 de l'écurie, à moteur Climax FPF. L'équipe UDT Laystall utilise également des Lotus 18/21 à moteur Climax FPF, deux voitures ont été amenées pour Henry Taylor et Masten Gregory. La Scuderia Colonia avait initialement engagé deux Lotus 18 pour Wolfgang Seidel et Michael May, mais ce dernier a déclaré forfait, tout comme Ernesto Prinoth qui devait conduire la 18 du Pescara Racing Team. Trois pilotes indépendants sont également au volant de Lotus 18, il s'agit de Tim Parnell, Gerry Ashmore et de Gaetano Starrabba, ce dernier étant le seul à utiliser un moteur Maserati sur ce modèle, au lieu de l'habituel Climax FPF.
- Ferrari 156 "Usine"

Comme en Allemagne, la Scuderia Ferrari a engagé quatre 156 F1, mais c'est cette fois le tout jeune espoir mexicain Ricardo Rodríguez qui épaule les titulaires habituels, à savoir Phil Hill, Wolfgang von Trips et Richie Ginther. Dotées d'un moteur V6 à double allumage alimenté par deux carburateurs Weber triple corps, les 156 sont les monoplaces les plus puissantes du plateau, disposant de 190 chevaux à 9500 tr/min dans leur version la plus évoluée (avec V à 120°), permettant une vitesse de pointe de l'ordre de 270 km/h. Elles sont équipées de quatre freins à disques (montés dans les roues à l'avant et accolés à la boîte de vitesses à l'arrière) et pèsent 460 kg. Pour sa première apparition en Grand Prix, Rodríguez dispose d'une version moins puissante que celles de ses coéquipiers, la version avec V à 65° développant 180 chevaux à 9000 tr/min et s'avérant un peu moins agile à cause d'un centre de gravité plus haut. Engagé officiellement par la Scuderia Sant Ambroeus, une écurie milanaise, Giancarlo Baghetti dispose également d'une 156 en version V6 65°, dont la préparation est assurée par l'usine.
- BRM P57 & P48/57 "Usine"

Sous la direction technique de Tony Rudd (en), la firme de Bourne vient d'achever la réalisation de deux de ses nouvelles P57 à moteur V8 (à 90°), qui ont été brièvement essayées sur une piste d'aéroport avant d’être directement expédiées à Monza. Elles sont équipées d'un système d'injection indirecte Lucas, la distribution étant assurée par quatre arbres à cames en tête. La boîte de vitesses à cinq rapports a été conçue et réalisée chez BRM. La puissance ressort à 188 chevaux à 10250 tr/min, la voiture pesant environ 475 kg en ordre de marche. Graham Hill et Tony Brooks pourront en outre utiliser leurs habituelles P48/57 à moteur Climax FPF, le choix pour la course dépendant du comportement des nouveaux modèles après leurs premiers tours de roues sur circuit.
- Porsche 718 "Usine"

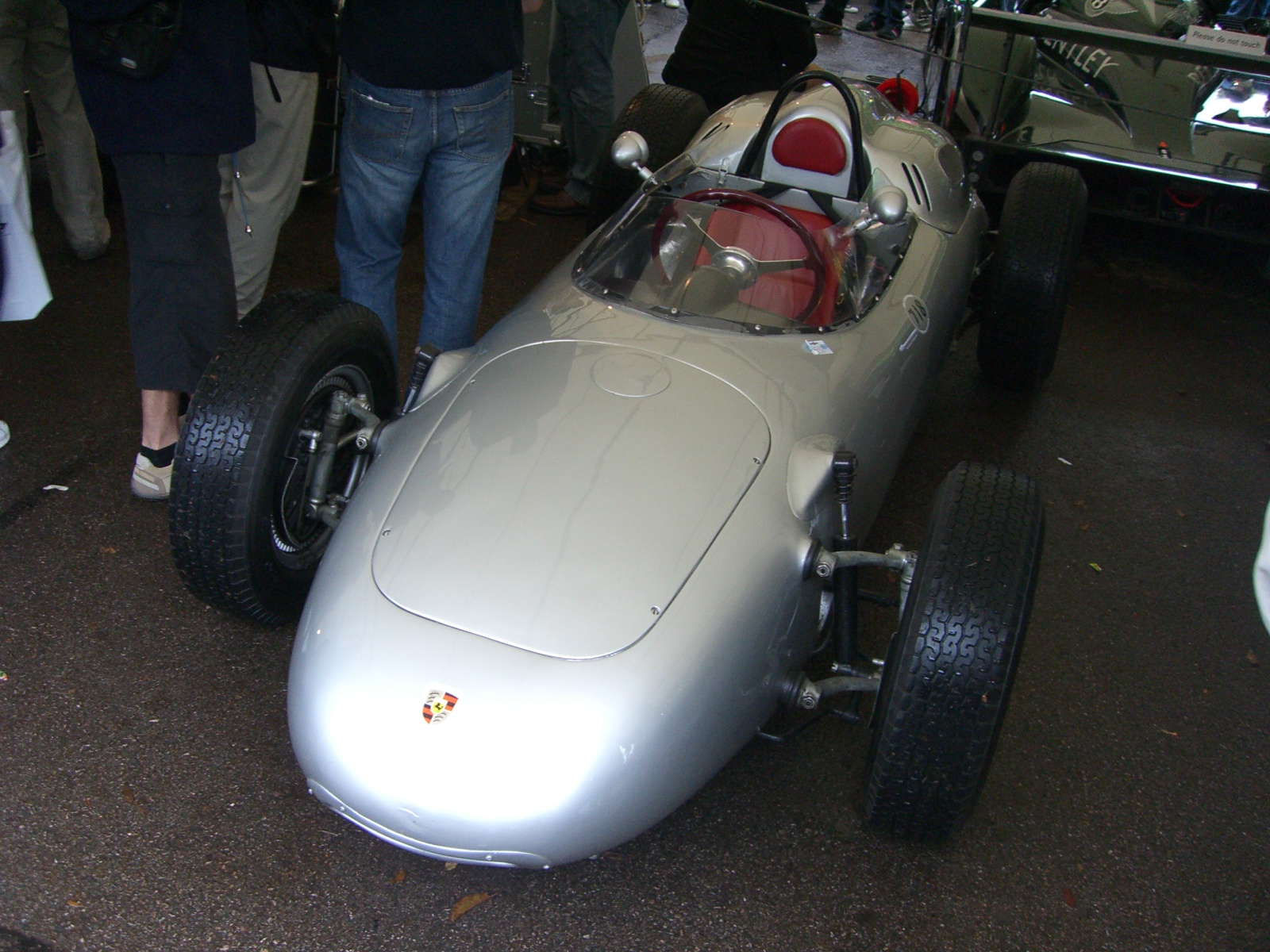
La Porsche 718, initialement conçue pour la Formule 2.

Le constructeur allemand a profité de la nouvelle réglementation pour accéder à la Formule 1, s'appuyant pour l'heure sur ses modèles 718 utilisés en Formule 2 les deux années précédentes, en attendant l'achèvement de sa nouvelle monoplace à moteur huit cylindres dont les débuts ont été reportés à la saison prochaine. Un modèle intermédiaire 787, utilisant le même moteur quatre cylindres à plat que la 718, avait également été utilisé lors des premières courses de l'année, mais il s'était révélé globalement moins performant que son prédécesseur et l'usine a cessé son exploitation, ayant néanmoins adopté certains éléments de la 787 pour faire évoluer la 718 : suspension, capot arrière profilé, freins à disques. Ces modifications n'ont pas alourdi la monoplace, qui affiche 450 kg sur la bascule, soit le poids minimum autorisé. Refroidi par air et alimenté par un système d'injection mécanique Kugelfischer, le quatre cylindres délivre 170 chevaux à 9000 tr/min. Seulement deux voitures ont été engagées ; elles sont aux mains de Dan Gurney et Joakim Bonnier, le troisième pilote d'usine, Hans Herrmann, étant inscrit en réserve.
- Porsche 718 privée

Ayant racheté la 718-2 utilisée par Graham Hill en 1960 (le Britannique était alors pilote officiel Porsche en F2 et en Sport), Carel Godin de Beaufort dispute sa première saison complète en F1. Sa monoplace ne bénéficie pas des dernières évolutions techniques de la marque mais sa fiabilité lui permet de figurer à l'arrivée de la plupart des courses disputées.
- JBW Typ2

La nouvelle monoplace mise en chantier par le pilote-constructeur britannique Brian Naylor est apparue en cours de saison. Fortement inspirée des Cooper et utilisant initialement un moteur de Maserati 150S et une boîte de vitesses Colotti à cinq rapports, elle s'est révélée peu compétitive lors du Silver City Trophy disputé à Brands Hatch en juin ; le moteur Maserati n'ayant alors pas résisté à la course, la voiture est désormais équipée d'un moteur Climax FPF.
- De Tomaso F1

L'Argentin Alejandro de Tomaso a tout d'abord réalisé des monoplaces de Formule Junior puis de Formule 2 avant de construire six châssis de F1 pour la saison 1961, vendus pour la plupart à des écuries privées, l'un d'entre eux étant cependant officiellement engagé par Isabelle de Tomaso, l'épouse du constructeur, pour le pilote italien Roberto Bussinello. Utilisant un moteur quatre cylindres Osca d'une puissance de 160 chevaux à 7500 tr/min, Bussinello a terminé cinquième du Grand Prix de Naples et il va à nouveau piloter cette monoplace à moteur Osca pour ses débuts en championnats du monde. La Scuderia Settecolli a engagé une voiture identique pour Roberto Lippi (qui débute également), tandis que la monoplace du Sicilien Nino Vaccarella, sous les couleurs de la Scuderia Serenissima, est équipée d'un moteur d'Alfa Romeo Giulietta réalésé à 1500 cm³, préparé par Virgile Conrero. Sur les trois voitures, la transmission est assurée par une boîte cinq vitesses de conception De Tomaso.
- Emeryson P

L'Équipe nationale belge a loué à Paul Emery une Emeryson P pour André Pilette. Cette version à moteur quatre cylindres Climax FPF ne se révèle guère plus compétitive que celles à moteur Maserati utilisées par l'écurie en début de saison, Pilette ayant à son volant terminé lointain dernier lors de la Flugplatzrennen, à Zeltweg, trois semaines auparavant.

## Coureurs inscrits
| no | Pilote                   | Écurie                     | Constructeur | Modèle                | Moteur                                                  | Pneumatiques |
| -- | ------------------------ | -------------------------- | ------------ | --------------------- | ------------------------------------------------------- | ------------ |
| 2  | Phil Hill                | Ferrari SEFAC              | Ferrari      | Ferrari 156           | Ferrari 178 V6 (120°)                                   | D            |
| 4  | Wolfgang von Trips       | Ferrari SEFAC              | Ferrari      | Ferrari 156           | Ferrari 178 V6 (120°)                                   | D            |
| 6  | Richie Ginther           | Ferrari SEFAC              | Ferrari      | Ferrari 156           | Ferrari 178 V6 (120°)                                   | D            |
| 8  | Ricardo Rodríguez        | Ferrari SEFAC              | Ferrari      | Ferrari 156           | Ferrari 178 V6 (65°)                                    | D            |
| 10 | Jack Brabham             | Cooper Car Company         | Cooper       | Cooper T58 Cooper T55 | Coventry Climax FWMV V8 Coventry Climax FPF MkII L4     | D            |
| 12 | Bruce McLaren            | Cooper Car Company         | Cooper       | Cooper T55            | Coventry Climax FPF MkII L4                             | D            |
| 14 | Brian Naylor             | JB Naylor                  | JBW          | JBW Typ2              | Coventry Climax FPF L4                                  | D            |
| 16 | Tim Parnell              | Privé                      | Lotus        | Lotus 18              | Coventry Climax FPF L4                                  | D            |
| 18 | Gerry Ashmore            | Privé                      | Lotus        | Lotus 18              | Coventry Climax FPF L4                                  | D            |
| 20 | Henry Taylor             | UDT Laystall Racing        | Lotus        | Lotus 18/21           | Coventry Climax FPF MkII L4                             | D            |
| 22 | Masten Gregory           | UDT Laystall Racing        | Lotus        | Lotus 18/21           | Coventry Climax FPF MkII L4                             | D            |
| 24 | Graham Hill              | Owen Racing Organisation   | BRM          | BRM P57 BRM P48/57    | BRM P56 V8 Coventry Climax FPF MkII L4                  | D            |
| 26 | Tony Brooks              | Owen Racing Organisation   | BRM          | BRM P57 BRM P48/57    | BRM P56 V8 Coventry Climax FPF MkII L4                  | D            |
| 28 | Stirling Moss            | Rob Walker Racing Team     | Lotus        | Lotus 18/21 Lotus 21  | Coventry Climax FWMV V8 Coventry Climax FPF MkII L4     | D            |
| 30 | Jack Fairman             | Fred Tuck Cars             | Cooper       | Cooper T45            | Coventry Climax FPF L4                                  | D            |
| 32 | Giancarlo Baghetti       | Scuderia Sant Ambroeus     | Ferrari      | Ferrari 156           | Ferrari 178 V6 (65°)                                    | D            |
| 34 | Alfonso Thiele           | Scuderia Sant Ambroeus     | Cooper       | Cooper T45            | Coventry Climax FPF L4                                  | D            |
| 36 | Jim Clark                | Team Lotus                 | Lotus        | Lotus 21              | Coventry Climax FPF MkII L4                             | D            |
| 38 | Innes Ireland            | Team Lotus                 | Lotus        | Lotus 21 Lotus 18/21  | Coventry Climax FPF MkII L4 Coventry Climax FPF MkII L4 | D            |
| 40 | Roy Salvadori            | Yeoman Credit Racing Team  | Cooper       | Cooper T53            | Coventry Climax FPF MkII L4                             | D            |
| 42 | John Surtees             | Yeoman Credit Racing Team  | Cooper       | Cooper T53            | Coventry Climax FPF MkII L4                             | D            |
| 44 | Joakim Bonnier           | Porsche System Engineering | Porsche      | Porsche 718           | Porsche 547/3 F4                                        | D            |
| 46 | Dan Gurney Hans Herrmann | Porsche System Engineering | Porsche      | Porsche 718           | Porsche 547/3 F4                                        | D            |
| 48 | Maurice Trintignant      | Scuderia Serenissima       | Cooper       | Cooper T51            | Maserati Tipo 6-1500 L4                                 | D            |
| 50 | Nino Vaccarella          | Scuderia Serenissima       | De Tomaso    | De Tomaso F1          | Conrero L4                                              | D            |
| 52 | Roberto Lippi            | Scuderia Settecolli        | De Tomaso    | De Tomaso F1          | Osca 372 L4                                             | D            |
| 54 | Roberto Bussinello       | De Tomaso                  | De Tomaso    | De Tomaso F1          | Osca 372 L4                                             | D            |
| 56 | Wolfgang Seidel          | Scuderia Colonia           | Lotus        | Lotus 18              | Coventry Climax FPF L4                                  | D            |
| 58 | Renato Pirocchi          | Pescara Racing Team        | Cooper       | Cooper T51            | Maserati Tipo 6-1500 L4                                 | D            |
| 60 | Jackie Lewis             | H&L Motors                 | Cooper       | Cooper T53            | Coventry Climax FPF MkII L4                             | D            |
| 62 | Lorenzo Bandini          | Scuderia Centro Sud        | Cooper       | Cooper T53            | Maserati Tipo 6-1500 L4                                 | D            |
| 66 | Ernesto Prinoth          | Scuderia Dolomiti          | Lotus        | Lotus 18              | Coventry Climax FPF L4                                  | D            |
| 68 | André Pilette            | Équipe nationale belge     | Emeryson     | Emeryson P            | Coventry Climax FPF L4                                  | D            |
| 70 | Michael May              | Scuderia Colonia           | Lotus        | Lotus 18              | Coventry Climax FPF L4                                  | D            |
| 72 | Gaetano Starrabba        | Privé                      | Lotus        | Lotus 18              | Maserati Tipo 6-1500 L4                                 | D            |
| 74 | Carel Godin de Beaufort  | Ecurie Maarsbergen         | Porsche      | Porsche 718           | Porsche 547/3 F4                                        | D            |

## Qualifications
Deux journées d'essais sont prévues, le vendredi et le samedi précédant la course.

### Première journée - vendredi 8 septembre

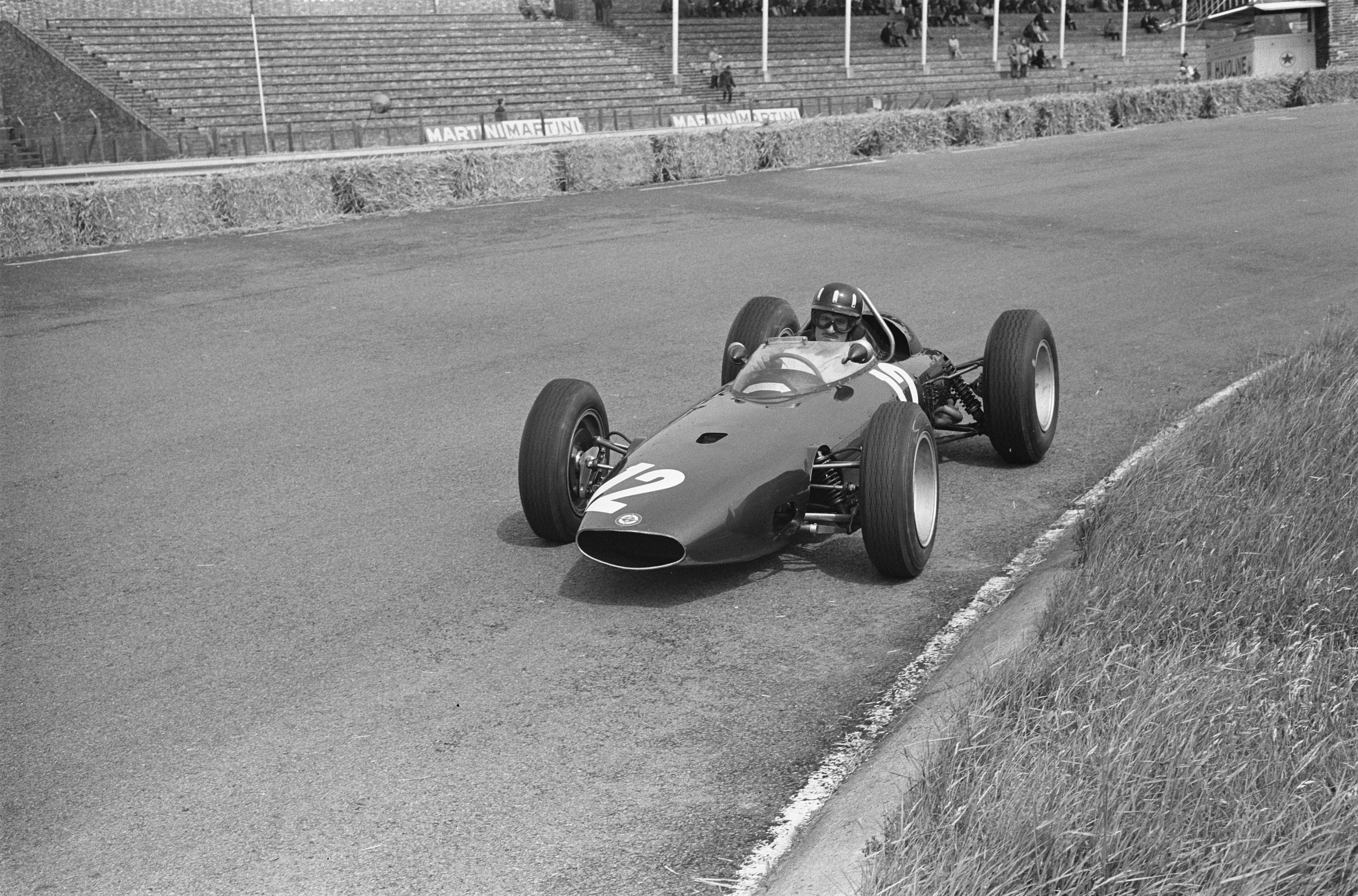
Graham Hill a brièvement testé sa nouvelle BRM V8 avant le début des essais officiels, mais n'a pu l'utiliser lors de la première séance qualificative à cause d'un moteur endommagé.

Afin de permettre aux pilotes et écuries ne connaissant pas le circuit combiné de Monza de se familiariser avec l'anneau de vitesse, déjà réutilisé l'année précédente mais en l'absence des concurrents britanniques qui avaient boycotté le Grand Prix, une séance d'essais libres est organisée le vendredi, avant les premières qualifications. Les nouveaux venus peuvent ainsi découvrir les deux virages relevés, qui demandent une certaine adaptation avant d’être abordés à pleine vitesse.
La première session qualificative débute à quinze heures, pour une durée de trois heures et demie. D'emblée, les quatre Ferrari officielles affichent leur supériorité, déjà parfaitement au point après les longues séances d'entraînement pratiquées sur ce circuit en début de semaine ainsi qu'en août dernier. Malgré l'utilisation du nouveau moteur V8 Climax, Stirling Moss et Jack Brabham ne peuvent rivaliser avec les monoplaces italiennes. Richie Ginther établit bientôt un temps de référence, le pilote essayeur de la Scuderia va se montrer le plus rapide de la journée, accomplissant un tour à 215,8 km/h de moyenne avant que la pluie ne fasse son apparition. Il devance de plus de deux secondes son compatriote Phil Hill, ses deux autres coéquipiers, Ricardo Rodriguez et Wolfgang von Trips, étant en retrait. La première monoplace britannique est la Lotus de Moss, cinquième devant celle de Jim Clark qui, malgré la modeste puissance de son moteur Climax à quatre cylindres, est parvenu à devancer la Ferrari privée de Giancarlo Baghetti. Affecté par des problèmes de refroidissement, Brabham n'a pas été en mesure de tirer parti de la puissance du nouveau moteur Climax. Chez BRM, Graham Hill et Tony Brooks ont dû se résoudre à utiliser les anciens modèles à moteur Climax, un des V8 de la nouvelle P57 ayant été endommagé lors des premiers tests, tandis que le second est toujours en cours de préparation pour les essais du samedi.
| Pos. | Pilote                  | Écurie            | Temps        | Écart    |
| ---- | ----------------------- | ----------------- | ------------ | -------- |
| 1    | Richie Ginther          | Ferrari           | 2 min 46 s 8 |          |
| 2    | Phil Hill               | Ferrari           | 2 min 48 s 9 | + 2 s 1  |
| 3    | Ricardo Rodriguez       | Ferrari           | 2 min 49 s 6 | + 2 s 8  |
| 4    | Wolfgang von Trips      | Ferrari           | 2 min 50 s 3 | + 3 s 5  |
| 5    | Stirling Moss           | Lotus-Climax      | 2 min 51 s 8 | + 5 s 0  |
| 6    | Jim Clark               | Lotus-Climax      | 2 min 52 s 4 | + 5 s 6  |
| 7    | Giancarlo Baghetti      | Ferrari           | 2 min 53 s 4 | + 6 s 6  |
| 8    | Dan Gurney              | Porsche           | 2 min 53 s 4 | + 6 s 6  |
| 9    | Joakim Bonnier          | Porsche           | 2 min 53 s 6 | + 6 s 8  |
| 10   | Graham Hill             | BRM-Climax        | 2 min 55 s 0 | + 8 s 2  |
| 11   | Jack Brabham            | Cooper-Climax     | 2 min 55 s 1 | + 8 s 3  |
| 12   | Innes Ireland           | Lotus-Climax      | 2 min 56 s 7 | + 9 s 9  |
| 13   | Lorenzo Bandini         | Cooper-Maserati   | 2 min 57 s 7 | + 10 s 9 |
| 14   | Carel Godin de Beaufort | Porsche           | 2 min 57 s 9 | + 11 s 1 |
| 15   | John Surtees            | Cooper-Climax     | 2 min 59 s 3 | + 12 s 5 |
| 16   | Bruce McLaren           | Cooper-Climax     | 2 min 59 s 8 | + 13 s 0 |
| 17   | Roy Salvadori           | Cooper-Climax     | 3 min 02 s 0 | + 15 s 2 |
| 18   | Tony Brooks             | BRM-Climax        | 2 min 58 s 8 | + 12 s 0 |
| 19   | Masten Gregory          | Lotus-Climax      | 3 min 01 s 2 | + 14 s 4 |
| 20   | Henry Taylor            | Lotus-Climax      | 3 min 03 s 8 | + 17 s 0 |
| 21   | Nino Vaccarella         | De Tomaso-Conrero | 3 min 03 s 7 | + 16 s 9 |
| 22   | Maurice Trintignant     | Cooper-Maserati   | 3 min 03 s 9 | + 17 s 1 |
| 23   | Jack Fairman            | Cooper-Climax     | 3 min 06 s 7 | + 19 s 9 |
| 24   | Roberto Bussinello      | De Tomaso-Osca    | 3 min 09 s 8 | + 23 s 0 |
| 25   | Brian Naylor            | JBW-Climax        | 3 min 13 s 0 | + 26 s 2 |
| 26   | Tim Parnell             | Lotus-Climax      | 3 min 15 s 4 | + 28 s 6 |
| 27   | Renato Pirocchi         | Cooper-Maserati   | 3 min 18 s 3 | + 31 s 5 |
| 28   | André Pilette           | Emeryson-Climax   | 3 min 19 s 4 | + 32 s 6 |
| 29   | Roberto Lippi           | De Tomaso-Osca    | 3 min 27 s 7 | + 40 s 9 |

### Deuxième séance - samedi 9 septembre
Comme la veille, une séance d'essais libres s'est déroulée avant les trois heures et demie de qualification de l'après-midi. Il fait chaud et la piste est parfaitement sèche, permettant aux pilotes d'améliorer leurs performances de la veille. La session est de nouveau dominée par les Ferrari ; c'est cette fois Wolfgang von Trips qui va se montrer le plus rapide, accomplissant son meilleur tour à près de 216,5 km/h de moyenne. En fin de séance, Ricardo Rodriguez va être crédité d'un temps presque identique, à seulement un dixième de seconde du pilote allemand. Bien que douteuse (la Ferrari de Rodríguez étant moins puissante que celle de ses coéquipiers), la performance ne sera pas contestée et va permettre au tout jeune pilote mexicain de prendre le départ de son premier Grand Prix en première ligne au côté de son chef de file. Moins assidu que la veille, Richie Ginther n'a pas amélioré son temps de la veille; il devance cependant Phil Hill qui, malgré ses efforts, est relégué à près d'une seconde de Trips et de Rodríguez, alors qu'il est habituellement le plus rapide de l'équipe. Ses mécaniciens découvriront en fin de journée que son moteur manque de puissance à haut régime, et en monteront un neuf pour la course. Derrière les Ferrari officielles, Graham Hill a enfin pu tirer parti du nouveau moteur V8 BRM et obtenu le cinquième meilleur temps de la journée, à plus de deux secondes toutefois de trips. Le pilote britannique est parvenu à devancer Giancarlo Baghetti et sa Ferrari privée et pourra ainsi s’élancer à la corde de la troisième ligne, au volant toutefois de son ancienne monoplace à moteur quatre cylindres Climax, jugée plus fiable pour la course. Le nouveau moteur V8 Climax manque encore de mise au point, notamment au niveau de son système de refroidissement. Jack Brabham et Stirling Moss en ont fait les frais au cours de cette seconde journée d’essais. Brabham, qui n’a obtenu que le dixième temps de la séance au volant de sa Cooper, décide néanmoins de le conserver pour la course, le modèle à quatre cylindres manquant de préparation. Moss n’a quant à lui pu effectuer suffisamment de tours pour améliorer son temps de la veille ; ayant encore une petite chance de remporter le titre mondial, le Britannique préfère jouer la  sécurité et utiliser l’ancien moteur quatre cylindres. Très sportivement, Innes Ireland lui propose alors le volant de sa Lotus 21 officielle pour la course et de prendre le départ avec la 18/21 de l’équipe de Rob Walker.
Sur les trente-trois pilotes présents, seul le Belge André Pilette n’est pas parvenu à se qualifier, la vieille Emeryson de l’E.N.B. ne lui ayant pas permis d’être en deçà de la limite de 15% du second meilleur temps.

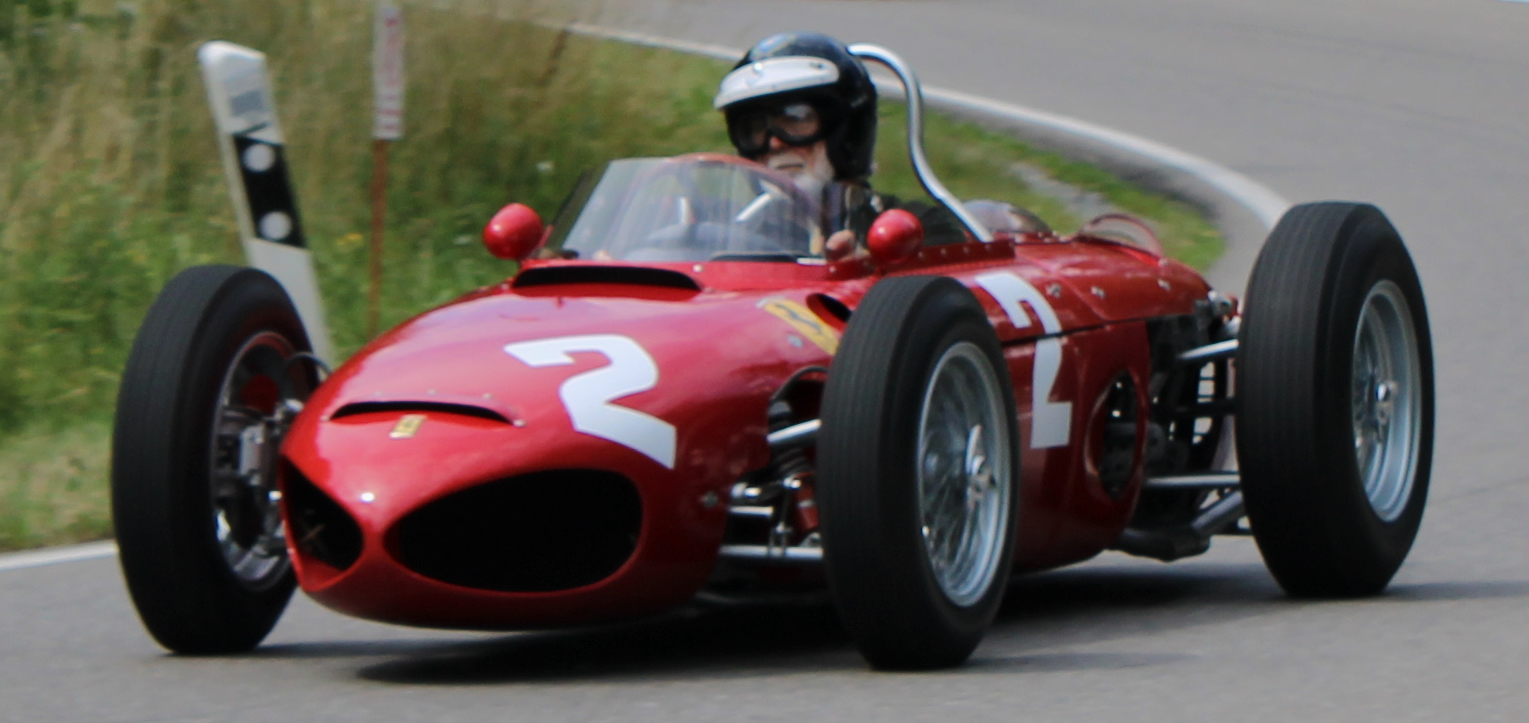
La Ferrari 156 (ici lors d'une course historique) a une nouvelle fois largement dominé les séances de qualification.

| Pos. | Pilote                  | Écurie            | Temps        | Écart    |
| ---- | ----------------------- | ----------------- | ------------ | -------- |
| 1    | Wolfgang von Trips      | Ferrari           | 2 min 46 s 3 |          |
| 2    | Ricardo Rodriguez       | Ferrari           | 2 min 46 s 4 | + 0 s 1  |
| 3    | Richie Ginther          | Ferrari           | 2 min 47 s 1 | + 0 s 8  |
| 4    | Phil Hill               | Ferrari           | 2 min 47 s 2 | + 0 s 9  |
| 5    | Graham Hill             | BRM               | 2 min 48 s 7 | + 2 s 4  |
| 6    | Giancarlo Baghetti      | Ferrari           | 2 min 49 s 0 | + 2 s 7  |
| 7    | Jim Clark               | Lotus-Climax      | 2 min 49 s 2 | + 2 s 9  |
| 8    | Joakim Bonnier          | Porsche           | 2 min 49 s 6 | + 3 s 3  |
| 9    | Innes Ireland           | Lotus-Climax      | 2 min 50 s 3 | + 4 s 0  |
| 10   | Jack Brabham            | Cooper-Climax     | 2 min 51 s 6 | + 5 s 3  |
| 11   | Dan Gurney              | Porsche           | 2 min 52 s 0 | + 5 s 7  |
| 12   | Tony Brooks             | BRM-Climax        | 2 min 52 s 2 | + 5 s 9  |
| 13   | Bruce McLaren           | Cooper-Climax     | 2 min 53 s 4 | + 7 s 1  |
| 14   | Carel Godin de Beaufort | Porsche           | 2 min 53 s 8 | + 7 s 5  |
| 15   | Jackie Lewis            | Cooper-Climax     | 2 min 54 s 0 | + 7 s 7  |
| 16   | Masten Gregory          | Lotus-Climax      | 2 min 55 s 2 | + 8 s 9  |
| 17   | Roy Salvadori           | Cooper-Climax     | 2 min 55 s 2 | + 8 s 9  |
| 18   | John Surtees            | Cooper-Climax     | 2 min 55 s 6 | + 9 s 3  |
| 19   | Nino Vaccarella         | De Tomaso-Conrero | 2 min 56 s 0 | + 9 s 7  |
| 20   | Stirling Moss           | Lotus-Climax      | 2 min 57 s 5 | + 11 s 2 |
| 21   | Lorenzo Bandini         | Cooper-Maserati   | 2 min 58 s 2 | + 11 s 9 |
| 22   | Maurice Trintignant     | Cooper-Maserati   | 2 min 58 s 7 | + 12 s 4 |
| 23   | Henry Taylor            | Lotus-Climax      | 3 min 00 s 6 | + 14 s 3 |
| 24   | Roberto Bussinello      | De Tomaso-Osca    | 3 min 01 s 7 | + 15 s 4 |
| 25   | Gerry Ashmore           | Lotus-Climax      | 3 min 03 s 0 | + 16 s 7 |
| 26   | Jack Fairman            | Cooper-Climax     | 3 min 04 s 8 | + 18 s 5 |
| 27   | Tim Parnell             | Lotus-Climax      | 3 min 05 s 7 | + 19 s 4 |
| 28   | Wolfgang Seidel         | Lotus-Climax      | 3 min 06 s 0 | + 19 s 7 |
| 29   | Renato Pirocchi         | Cooper-Maserati   | 3 min 06 s 5 | + 20 s 2 |
| 30   | Gaetano Starrabba       | Lotus-Maserati    | 3 min 07 s 9 | + 21 s 6 |
| 31   | Brian Naylor            | JBW-Climax        | 3 min 08 s 1 | + 21 s 8 |
| 32   | Roberto Lippi           | De Tomaso-Osca    | 3 min 08 s 9 | + 22 s 6 |
| 33   | André Pilette           | Emeryson-Climax   | 3 min 11 s 6 | + 25 s 3 |

## Grille de départ du Grand Prix
| 1re ligne | Pos. 1                       |                               | Pos. 2                          |                                   |
|           | Trips Ferrari 2 min 46 s 3   |                               | Rodríguez Ferrari 2 min 46 s 4  |                                   |
| 2e ligne  |                              | Pos. 3                        |                                 | Pos. 4                            |
|           |                              | Ginther Ferrari 2 min 46 s 8  |                                 | P. Hill Ferrari 2 min 47 s 2      |
| 3e ligne  | Pos. 5                       |                               | Pos. 6                          |                                   |
|           | G. Hill BRM 2 min 48 s 7     |                               | Baghetti Ferrari 2 min 49 s 0   |                                   |
| 4e ligne  |                              | Pos. 7                        |                                 | Pos. 8                            |
|           |                              | Clark Lotus 2 min 49 s 2      |                                 | Bonnier Porsche 2 min 49 s 6      |
| 5e ligne  | Pos. 9                       |                               | Pos. 10                         |                                   |
|           | Ireland Lotus 2 min 50 s 3   |                               | Brabham Cooper 2 min 51 s 6     |                                   |
| 6e ligne  |                              | Pos. 11                       |                                 | Pos. 12                           |
|           |                              | Moss Lotus 2 min 51 s 8       |                                 | Gurney Porsche 2 min 52 s 0       |
| 7e ligne  | Pos. 13                      |                               | Pos. 14                         |                                   |
|           | Brooks BRM 2 min 52 s 2      |                               | McLaren Cooper 2 min 53 s 4     |                                   |
| 8e ligne  |                              | Pos. 15                       |                                 | Pos. 16                           |
|           |                              | Beaufort Porsche 2 min 53 s 8 |                                 | Lewis Cooper 2 min 54 s 0         |
| 9e ligne  | Pos. 17                      |                               | Pos. 18                         |                                   |
|           | Gregory Lotus 2 min 55 s 2   |                               | Salvadori Cooper 2 min 55 s 2   |                                   |
| 10e ligne |                              | Pos. 19                       |                                 | Pos. 20                           |
|           |                              | Surtees Cooper 2 min 55 s 6   |                                 | Vaccarella De Tomaso 2 min 56 s 0 |
| 11e ligne | Pos. 21                      |                               | Pos. 22                         |                                   |
|           | Bandini Cooper 2 min 57 s 7  |                               | Trintignant Cooper 2 min 58 s 7 |                                   |
| 12e ligne |                              | Pos. 23                       |                                 | Pos. 24                           |
|           |                              | Taylor Lotus 3 min 00 s 6     |                                 | Bussinello De Tomaso 3 min 01 s 7 |
| 13e ligne | Pos. 25                      |                               | Pos. 26                         |                                   |
|           | Ashmore Lotus 3 min 03 s 0   |                               | Fairman Cooper 3 min 04 s 8     |                                   |
| 14e ligne |                              | Pos. 27                       |                                 | Pos. 28                           |
|           |                              | Parnell Lotus 3 min 05 s 7    |                                 | Seidel Lotus 3 min 06 s 0         |
| 15e ligne | Pos. 29                      |                               | Pos. 30                         |                                   |
|           | Pirocchi Cooper 3 min 06 s 5 |                               | Starrabba Lotus 3 min 07 s 9    |                                   |
| 16e ligne |                              | Pos. 31                       |                                 | Pos. 32                           |
|           |                              | Naylor JBW 3 min 08 s 1       |                                 | Lippi De Tomaso 3 min 08 s 9      |

## Déroulement de la course

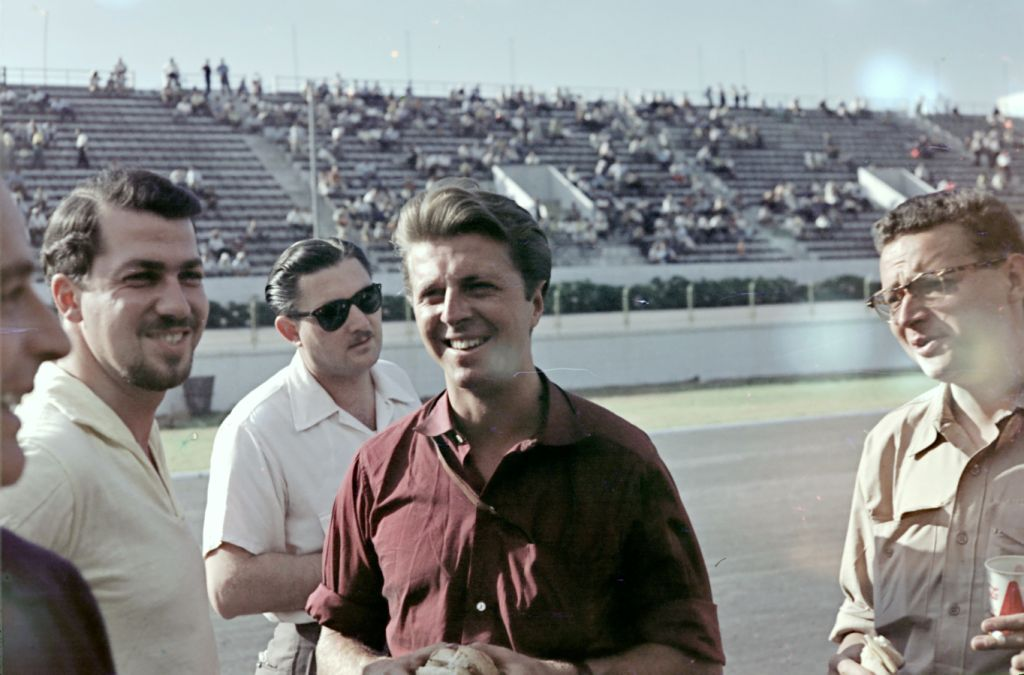
Le pilote allemand Wolfgang von Trips (au centre), l'une des victimes de l'accident survenu en début de course, qui a également coûté la vie à quatorze spectateurs.

Le départ est donné le dimanche à quinze heures, aussitôt après la Coupe Inter-Europa, course de grand tourisme remportée par la Ferrari 250 GT de Pierre Noblet. Le temps est superbe et la chaleur écrasante. Lorsque le drapeau se baisse, Graham Hill est le plus prompt ; le pilote britannique parvient à placer sa BRM en tête, alors que les Ferrari, pénalisées par des rapports de boîte longs, ne prennent pas un envol parfait, Jim Clark (Lotus) et Jack Brabham (Cooper) parvenant à s'intercaler entre elles. Clark parvient à prendre la roue de la Ferrari de Richie Ginther ; à la sortie de la courbe parabolique, avant d'aborder l'anneau de vitesse, le pilote écossais se porte à la hauteur de l'Américain, qui précède de peu ses coéquipiers Phil Hill, Ricardo Rodríguez et Wolfgang von Trips, tandis que Graham Hill a rétrogradé à la huitième place, juste derrière Brabham et la Ferrari de Giancarlo Baghetti. Sur l'anneau, les Ferrari sont plus rapides et Ginther, Phil Hill et Rodríguez débordent Clark et Brabham, qui parviennent cependant à se maintenir devant Trips et Baghetti à la fin du premier tour. Emmenées par Phil Hill, les sept monoplaces sont roues dans roues. Légèrement décrochées, les Porsche de Joakim Bonnier et Dan Gurney sont aux prises avec la Lotus de Stirling Moss. Trips déborde bientôt Brabham, puis Clark, mais ce dernier profite de l'aspiration pour se maintenir dans le sillage du pilote allemand. Les deux hommes abordent alors la parabolique pour la seconde fois ; Trips est à l'extérieur quand il commence à freiner et à se rabattre sur la gauche, coupant la route de Clark qui tentait de le dépasser par l’extérieur et qui ne peut l'éviter. La roue avant droite de la Lotus percute l'arrière de la Ferrari qui est projetée sur le talus avant de rebondir dans la foule puis d’atterrir sur la piste, éjectant son pilote et fauchant de nombreux spectateurs. Retombé brutalement sur l’asphalte, Trips est mortellement touché et, parmi le public, onze personnes ont été tuées sur le coup, trois succomberont peu après, vingt autres étant moins gravement blessées. Également en perdition, la Lotus de Clark effectue une série de tête-à queue avant de s’immobiliser sur la bordure extérieure ; le pilote écossais parvient à s’extraire de l’épave, très choqué mais indemne. Les autres pilotes sont parvenus à passer sans dommage, Gurney ayant cependant dû rouler dans l'herbe pour éviter les débris. La course continue cependant. Quatre Ferrari sont désormais aux quatre premières places, leurs pilotes ignorant l'intensité du drame qui vient de se dérouler. Cinquième, Brabham se maintient dans le sillage des monoplaces italiennes. À la fin du troisième tour, Phil Hill et Ginther sont toujours au coude à coude, juste devant Rodríguez, Baghetti et Brabham. Un nouvel accrochage se produit dans la parabolique, entre la Porsche de Bonnier et la Cooper de John Surtees, heureusement sans gravité aucune mais entraînant cependant l'abandon immédiat du pilote britannique, tandis que le Suédois continue malgré une suspension arrière légèrement endommagée.
En tête, Hill et Ginther continuent leur démonstration, échangeant à plusieurs reprises leurs positions, juste devant leurs coéquipiers et Brabham ; le pilote australien parvient à soutenir la cadence, mais va devoir abandonner au neuvième tour, son moteur V8 ayant surchauffé à cause de la perte du liquide de refroidissement. Derrière les quatre Ferrari, la cinquième place est désormais l'objet d'une bataille serrée entre la Lotus de Moss et la Porsche de Gurney, qui n'ont pu se maintenir longtemps dans le peloton de tête et accusent déjà un retard d'une vingtaine de secondes. Septième, Bonnier n'est pas loin derrière mais des vibrations à l'arrière, conséquences de son accrochage avec Surtees, l'obligent bientôt à lever le pied. Rattrapé puis dépassé par la Cooper de Bruce McLaren, il abandonne peu après. L'inquiétude gagne le public au cours du quatorzième tour, la belle formation italienne étant en partie décimée quand Rodríguez et Baghetti abandonnent coup sur coup, tous deux pour problèmes de moteur. Hill et Ginther comptent alors vingt-cinq secondes d’avance sur Gurney et Moss ; s'aspirant à tour de rôle, les deux poursuivants parviennent à réduire légèrement leur retard, obligeant les pilotes Ferrari à maintenir un rythme élevé. Hill a maintenant une longueur d'avance sur Ginther, mais juste après la mi-course l'écart grandit soudain ; Ginther semble en difficulté et il abandonne peu après, dans un panache de fumée. Il ne reste plus qu'une Ferrari en course, qui ne compte plus que vingt secondes d'avance sur Moss et Gurney qui se disputent désormais la deuxième place. Heureusement pour Hill, son moteur semble parfaitement fonctionner (il a été remplacé la veille du départ) et le pilote américain parvient à creuser à nouveau l'écart, qui en quelques tours passe à vingt-huit secondes. La Lotus de Moss semble soudain perdre de son efficacité, le pilote britannique restant dans le sillage de la Porsche mais ne parvenant plus à relayer. Après quelques tours ainsi, Moss rentre au stand pour y abandonner, à cause d'un roulement avant défaillant. L'aspiration ne jouant plus, Gurney n'a plus aucune chance d'inquiéter Hill ; celui-ci peut dès lors lever le pied et assurer sa victoire. Il remporte sa deuxième course de la saison avec une demi-minute d'avance sur Gurney. Auteur d'une course régulière, McLaren termine isolé la troisième place. Derrière lui la lutte a été très serrée entre la Cooper de Jackie Lewis et la BRM de Tony Brooks, qui ont effectué les derniers tours roues dans roues avant de passer la ligne d'arrivée côte à côte ; seuls les chronométreurs officiels ont pu les départager, attribuant la quatrième place à Lewis. À sa descente de voiture, Phil Hill s'inquiète aussitôt du sort des pilotes accidentés, pour apprendre de la bouche de l'ingénieur Carlo Chiti les conséquences du terrible accident, la mort de Wolfgang von Trips donnant au pilote américain un titre de champion du monde au goût bien amer...

### Classements intermédiaires
Classements intermédiaires des monoplaces aux premier, deuxième, cinquième, huitième, dixième, quinzième, vingtième, vingt-cinquième, trentième, trente-cinquième et quarantième tours,.

### Classement de la course

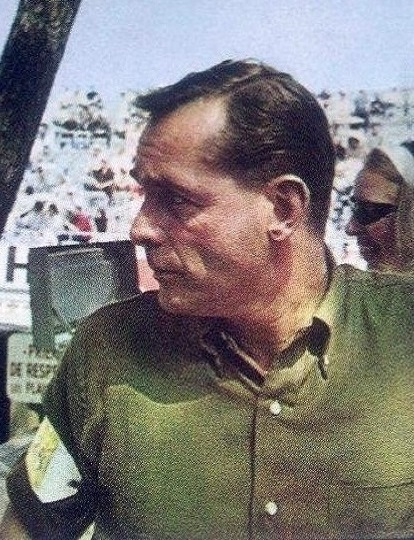
Une victoire et un titre de champion du monde obtenus dans la douleur pour Phil Hill, qui a perdu son principal coéquipier.

| Pos  | No | Pilote                  | Écurie            | Tours | Temps/Abandon          | Grille | Points |
| ---- | -- | ----------------------- | ----------------- | ----- | ---------------------- | ------ | ------ |
| 1    | 2  | Phil Hill               | Ferrari           | 43    | 2 h 03 min 13 s        | 4      | 9      |
| 2    | 46 | Dan Gurney              | Porsche           | 43    | + 31 s 2               | 12     | 6      |
| 3    | 12 | Bruce McLaren           | Cooper-Climax     | 43    | + 2 min 28 s 4         | 14     | 4      |
| 4    | 60 | Jackie Lewis            | Cooper-Climax     | 43    | + 2 min 40 s 4         | 16     | 3      |
| 5    | 26 | Tony Brooks             | BRM-Climax        | 43    | + 2 min 40 s 5         | 13     | 2      |
| 6    | 40 | Roy Salvadori           | Cooper-Climax     | 42    | + 1 tour               | 18     | 1      |
| 7    | 74 | Carel Godin de Beaufort | Porsche           | 41    | + 2 tours              | 15     |        |
| 8    | 62 | Lorenzo Bandini         | Cooper-Maserati   | 41    | + 2 tours              | 21     |        |
| 9    | 48 | Maurice Trintignant     | Cooper-Maserati   | 41    | + 2 tours              | 22     |        |
| 10   | 16 | Tim Parnell             | Lotus-Climax      | 40    | + 3 tours              | 27     |        |
| 11   | 20 | Henry Taylor            | Lotus-Climax      | 39    | + 4 tours              | 23     |        |
| 12   | 58 | Renato Pirocchi         | Cooper-Maserati   | 38    | + 5 tours              | 29     |        |
| Abd. | 28 | Stirling Moss           | Lotus-Climax      | 36    | Roulement de roue      | 11     |        |
| Abd. | 6  | Richie Ginther          | Ferrari           | 23    | Moteur                 | 3      |        |
| Abd. | 72 | Gaetano Starrabba       | Lotus-Maserati    | 19    | Moteur                 | 30     |        |
| Abd. | 44 | Jo Bonnier              | Porsche           | 14    | Suspension             | 8      |        |
| Abd. | 8  | Ricardo Rodríguez       | Ferrari           | 13    | Distribution d'essence | 2      |        |
| Abd. | 32 | Giancarlo Baghetti      | Ferrari           | 13    | Moteur                 | 6      |        |
| Abd. | 50 | Nino Vaccarella         | De Tomaso-Conrero | 13    | Moteur                 | 20     |        |
| Abd. | 22 | Masten Gregory          | Lotus-Climax      | 11    | Suspension             | 17     |        |
| Abd. | 24 | Graham Hill             | BRM-Climax        | 10    | Moteur                 | 5      |        |
| Abd. | 10 | Jack Brabham            | Cooper-Climax     | 8     | Surchauffe moteur      | 10     |        |
| Abd. | 14 | Brian Naylor            | JBW-Climax        | 6     | Moteur                 | 31     |        |
| Abd. | 38 | Innes Ireland           | Lotus-Climax      | 5     | Châssis                | 9      |        |
| Abd. | 30 | Jack Fairman            | Cooper-Climax     | 5     | Moteur                 | 26     |        |
| Abd. | 42 | John Surtees            | Cooper-Climax     | 2     | Accident               | 19     |        |
| Abd. | 4  | Wolfgang von Trips      | Ferrari           | 1     | Accident mortel        | 1      |        |
| Abd. | 36 | Jim Clark               | Lotus-Climax      | 1     | Accident               | 7      |        |
| Abd. | 54 | Roberto Bussinello      | De Tomaso-Osca    | 1     | Moteur                 | 24     |        |
| Abd. | 56 | Wolfgang Seidel         | Lotus-Climax      | 1     | Moteur                 | 28     |        |
| Abd. | 52 | Roberto Lippi           | De Tomaso-Osca    | 1     | Moteur                 | 32     |        |
| Abd. | 18 | Gerry Ashmore           | Lotus-Climax      | 0     | Accident               | 25     |        |
| Nq.  | 68 | André Pilette           | Emeryson-Climax   |       | Non qualifié           |        |        |

Légende :
- Abd. = Abandon

### Pole position et record du tour
- Pole position :  Wolfgang von Trips en 2 min 46 s 3 (vitesse moyenne : 216,476 km/h). Temps réalisé lors de la séance d'essais du samedi 9 septembre[7].
- Meilleur tour en course :  Giancarlo Baghetti en 2 min 48 s 4 au 2e tour (vitesse moyenne : 213,777 km/h).

### Tours en tête
- Phil Hill : 36 tours (1-3 / 5 / 7 / 10 / 14-43)
- Richie Ginther : 7 tours (4 / 6 / 8-9 / 11-13)

## Classement général à l'issue de la course
- Attribution des points : 9, 6, 4, 3, 2, 1 respectivement aux six premiers de chaque épreuve.
- Pour la coupe des constructeurs, même barème à l'exception de la première place (8 points au lieu de 9) et seule la voiture la mieux classée de chaque équipe inscrit des points.
- Seuls les cinq meilleurs résultats sont comptabilisés. Phil Hill doit donc décompter les quatre points acquis en Allemagne. Pour la Coupe des constructeurs, Ferrari doit décompter les six points acquis à Monaco et les six acquis en Allemagne ; Cooper-Climax doit décompter le point marqué à Monaco et celui marqué aux Pays-Bas.
- Le règlement permet aux pilotes de se relayer sur une même voiture, les points éventuellement acquis étant alors perdus pour pilotes et constructeur[1].
- Sur neuf épreuves qualificatives prévues pour le championnat du monde 1961, huit ont été maintenues au calendrier, le Grand Prix du Maroc (programmé le 29 octobre) ayant été annulé pour raisons financières[1].

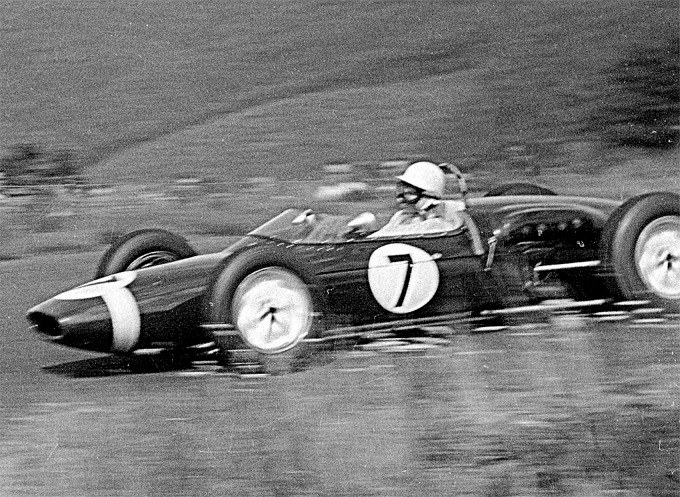
Son abandon en Italie alors qu’il luttait pour la seconde place prive Stirling Moss (ici sur sa Lotus-Climax lors de sa victoire au Nürburgring) de ses dernières chances de remporter le titre 1961, définitivement acquis à Phil Hill.

| Pos. | Pilote             | Écurie  | Points  | MON | NL | BEL | FRA | GBR | ALL | ITA | USA |
| ---- | ------------------ | ------- | ------- | --- | -- | --- | --- | --- | --- | --- | --- |
| 1    | Phil Hill          | Ferrari | 34 (38) | 4   | 6  | 9   | -   | 6   | (4) | 9   |     |
| 2    | Wolfgang von Trips | Ferrari | 33      | 3   | 9  | 6   | -   | 9   | 6   | -   |     |
| 3    | Stirling Moss      | Lotus   | 21      | 9   | 3  | -   | -   | -   | 9   | -   |     |
| 4    | Richie Ginther     | Ferrari | 16      | 6   | 2  | 4   | -   | 4   | -   | -   |     |
| 5    | Dan Gurney         | Porsche | 15      | 2   | -  | 1   | 6   | -   | -   | 6   |     |
| 6    | Jim Clark          | Lotus   | 11      | -   | 4  | -   | 4   | -   | 3   | -   |     |
| 7    | Giancarlo Baghetti | Ferrari | 9       | -   | -  | -   | 9   | -   | -   | -   |     |
| 8    | Bruce McLaren      | Cooper  | 8       | 1   | -  | -   | 2   | -   | 1   | 4   |     |
| 9    | Jack Brabham       | Cooper  | 4       | -   | 1  | -   | -   | 3   | -   | -   |     |
|      | John Surtees       | Cooper  | 4       | -   | -  | 2   | -   | -   | 2   | -   |     |
| 11   | Olivier Gendebien  | Ferrari | 3       | -   | -  | 3   | -   | -   | -   | -   |     |
|      | Innes Ireland      | Lotus   | 3       | -   | -  | -   | 3   | -   | -   | -   |     |
|      | Jackie Lewis       | Cooper  | 3       | -   | -  | -   | -   | -   | -   | 3   |     |
| 14   | Joakim Bonnier     | Porsche | 2       | -   | -  | -   | -   | 2   | -   | -   |     |
|      | Tony Brooks        | BRM     | 2       | -   | -  | -   | -   | -   | -   | 2   |     |
|      | Roy Salvadori      | Cooper  | 2       | -   | -  | -   | -   | 1   | -   | 1   |     |
| 17   | Graham Hill        | BRM     | 1       | -   | -  | -   | 1   | -   | -   | -   |     |

| Pos. | Écurie        | Points  | MON | NL  | BEL | FRA | GBR | ALL | ITA | USA |
| ---- | ------------- | ------- | --- | --- | --- | --- | --- | --- | --- | --- |
| 1    | Ferrari       | 40 (52) | (6) | 8   | 8   | 8   | 8   | (6) | 8   |     |
| 2    | Lotus-Climax  | 24      | 8   | 4   | -   | 4   | -   | 8   | -   |     |
| 3    | Porsche       | 17      | 2   | -   | 1   | 6   | 2   | -   | 6   |     |
| 4    | Cooper-Climax | 13 (15) | (1) | (1) | 2   | 2   | 3   | 2   | 4   |     |
| 5    | BRM-Climax    | 3       | -   | -   | -   | 1   | -   | -   | 2   |     |

## À noter
- 3e victoire en championnat du monde pour Phil Hill.
- 35e victoire en championnat du monde pour Ferrari en tant que constructeur.
- 35e victoire en championnat du monde pour Ferrari en tant que motoriste.
- 27e et dernier Grand Prix pour Wolfgang von Trips. En lice pour le titre mondial, le pilote allemand s'est accroché avec Jim Clark au freinage de la Parabolica lors du 2e tour et sa voiture a fauché de nombreux spectateurs avant de revenir s'immobiliser au milieu de la piste, entraînant la mort de quatorze d'entre eux (onze tués sur le coup) ainsi que la sienne. La course n'a pas été arrêtée pour favoriser le travail des secours.
- À l'issue de cette course, Phil Hill est Champion du Monde des pilotes.